# Democid
Democid (grško demos - ljudstvo + latinsko occidere - ubiti) je vsak uboj človeka oziroma ljudi s strani vlade oziroma vladajočega dela skupnosti; to vključuje genocid, politicid in množične poboje. Izraz je skoval R. J. Rummel in v njem skušal zajeti širši pomen kot genocid.